# Máy phát điện rung động

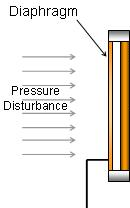
Bộ chuyển đổi màng áp điện dưới tác động của sóng áp suất âm thanh.

Máy phát điện rung động, hay Máy phát điện rung, là loại máy phát điện chuyển đổi động năng từ rung động thành năng lượng điện. Rung có thể là từ sóng áp suất của âm thanh hoặc môi trường xung quanh khác.
Máy phát điện rung động thường bao gồm một bộ cộng hưởng được sử dụng để khuếch đại nguồn rung và cơ chế bộ chuyển đổi năng lượng từ các rung động thành năng lượng điện. Bộ chuyển đổi thường bao gồm nam châm và cuộn dây  hoặc tinh thể áp điện .
Máy phát điện rung thường có công suất nhỏ, và thường lắp chùm nối vào khối thu gom năng lượng.

## Phát triển và ứng dụng
Một máy phát áp điện đang được phát triển sử dụng các giọt nước ở cuối chùm đúc áp điện. Các giọt nước treo ở cuối chùm tia và bị kích thích bởi động năng của các rung động. Điều này dẫn đến các giọt nước dao động, từ đó làm cho chùm tia chúng treo vào bị lệch hướng lên xuống. Độ lệch này là biến dạng được chuyển thành năng lượng thông qua hiệu ứng áp điện. Một lợi thế lớn của phương pháp này là nó có thể được điều chỉnh theo một dải tần số kích thích rộng. Tần số tự nhiên của giọt nước là một hàm có kích thước của nó; do đó, việc thay đổi kích thước của giọt nước cho phép phù hợp với tần số tự nhiên của giọt nước và tần số của sóng áp suất được chuyển đổi thành năng lượng điện. Việc kết hợp các tần số này tạo ra dao động biên độ lớn nhất của giọt nước, dẫn đến một lực lớn và biến dạng lớn hơn trên chùm áp điện.
Một ứng dụng khác tìm cách sử dụng các rung động được tạo ra trong chuyến bay trên máy bay để cung cấp năng lượng cho các thiết bị điện tử trên máy bay vốn thường sử dụng pin. Một hệ thống như vậy cho ra một nguồn năng lượng đáng tin cậy, có tuổi thọ cao, làm giảm bảo trì, thay cho các pin thường cần phải thay thế định kỳ. Hệ thống này được sử dụng với bộ cộng hưởng, cho phép luồng không khí tạo thành âm ổn định biên độ cao.
Nguyên tắc tương tự được sử dụng trong nhiều nhạc cụ hơi, chuyển đổi luồng khí do nhạc sĩ cung cấp thành âm thanh ổn định lớn. Âm này được sử dụng làm rung động được chuyển đổi từ động năng sang năng lượng điện bằng máy phát áp điện. Ứng dụng này vẫn đang trong giai đoạn đầu phát triển; khái niệm này đã được chứng minh trên mô hình tỷ lệ nhưng hệ thống vẫn cần được tối ưu hóa trước khi thử nghiệm trên quy mô đầy đủ.